# Рейчел Бутсма
Рейчел Бутсма  (англ. Rachel Bootsma, 15 грудня 1993) — американська плавчиня, олімпійська чемпіонка.

## Виступи на Олімпіадах
| Олімпіада   | Дисципліна                      | Місце |
| ----------- | ------------------------------- | ----- |
| Лондон 2012 | плавання на 100 метрів на спині | 11    |
| Лондон 2012 | комплексна естафета 4 × 100     | 1     |

## Зовнішні посилання
- Досьє на sport.references.com [Архівовано 17 грудня 2012 у Wayback Machine.]